# Y Kant Tori Read

Y Kant Tori Read est le seul album du groupe éponyme (qui comprend la chanteuse Tori Amos, avant sa carrière solo), sorti en 1988. Le nom du groupe vient d'ailleurs d'un jeu de mots avec le prénom de la chanteuse, et relate aussi un incident ayant eu lieu dans sa jeunesse, alors qu'on lui a demandé de quitter le Conservatoire Peabody parce qu'elle refusait de lire des partitions. Parmi les choristes, on retrouve la chanteuse américaine Merry Clayton, célèbre entre autres pour sa participation sur la chanson des Rolling Stones Gimme Shelter, ainsi que les   musiciens américains Rick Nielsen et Robin Zander connus comme guitariste et chanteur du groupe Cheap Trick. Le batteur Vinnie Colaiuta joue sur une chanson, ainsi que le percussionniste Paulinho Da Costa.

## Historique
Y Kant Tori Read était un groupe de synthpop américain dirigé par l'auteure-compositrice-interprète Tori Amos. Le groupe s'est formé à Los Angeles en 1984 et a sorti un album éponyme, qui a été largement infructueux côté ventes. Atlantic Records a alors complètement abandonné la promotion de l'album deux mois après sa  sortie. Le groupe était à l'origine composé de la chanteuse et claviériste Tori Amos, du guitariste Steve Caton, du batteur Matt Sorum (qui joua plus tard avec les groupes The Cult et Guns N' Roses) et du bassiste Brad Cobb. Ce dernier, bien qu'il soit noté sur la jaquette, n'a pas joué sur l'album. Le groupe a travaillé avec les producteurs Joe Chiccarelli et Kim Bullard, ce dernier produirait éventuellement Kajagoogoo. L'album a été réédité en 1994 sous le titre The Unreadable Tori (And Other Rarities) avec 6 nouvelles chansons de Tori Amos et est sorti sous le nom de cette dernière.

## Promotion et sortie
L'album studio éponyme est sorti en 1988 avec des ventes lamentables et le groupe s'est séparé peu de temps après. Son manque de succès et sa suppression ultérieure en ont fait l'un des objets de collection entourant Tori Amos parmi les plus recherchés, atteignant plus de 1 000 $ au format disque compact dans la boîte longue d'origine. Au plus fort de la carrière de Tori Amos, les copies en vinyle se vendaient souvent entre 300 et 500 dollars mais, en raison du déclin des objets de collection musicaux et de la contrebande massive de l'album, elles se vendent désormais fréquemment entre 50 et 80 dollars.
En raison de la rareté des copies légitimes de l'album, il a été fortement piraté, à tel point qu'une FAQ complète sur le sujet a été créée. Les versions piratées proviennent généralement de l'une des premières éditions à faire surface, sur un label étranger appelé Pacific Records. Ceux-ci ont généralement six "chansons bonus" plus tard dans la carrière de Tori Amos; "Song for Eric", "Ode to the Banana King (Part 1)", "Happy Phantom" (live), "Ring My Bell", "The Happy Worker" et "Workers". D'autres éditions, en particulier celle qui a fait surface en Allemagne, ont été publiées pour ressembler intentionnellement aux collectionneurs légitimes originaux et trompeurs.
Le numéro au dos du CD original est 81845-2. La majorité des disques pirates indiquent ce numéro de manière incorrecte car l'illustration volée est tirée de la version LP la plus facile à trouver de la version, qui avait un numéro de série différent.
Les copies non promotionnelles du disque sont plus souhaitables que les copies promotionnelles. (L'inverse est généralement le cas dans les objets de collection musicaux.) Parce que le disque s'est si mal vendu, la majorité des exemplaires commercialisés ont été rappelés, estampillés d'un timbre promotionnel doré et ont reçu une marque de découpe. Ainsi, il y a en fait plus de copies promotionnelles du disque qu'autre chose.
Plusieurs singles sont sortis pour promouvoir l'album, bien que la plupart soient promotionnels et non commerciaux. " The Big Picture " est sorti en tant que single promotionnel en vinyle de 12 pouces avec des illustrations uniques; "Cool on Your Island" est sorti en tant que single promotionnel en vinyle de 7 " avec une version spéciale de la chanson; il a également été inclus en tant que face B d'un CD promotionnel contenant la chanson "A Groovy Kind of Love" de Phil Collins. (Sur The Rosie O'Donnell Show, Tori a raconté une histoire de cette époque où elle avait été arrêtée par la police alors qu'elle voyageait à travers l'Allemagne parce que son amie transportait de la marijuana; quand elle a dit au policier qu'elle était "sur un CD avec Phil Collins", elle a été libérée sur le champ.)
Un clip vidéo a été produit, pour la chanson "The Big Picture", mettant en vedette Amos se produisant sur un plateau sonore "ghetto city".
Tori a continué à jouer quelques chansons sélectionnées de cet album ("On the Boundary", "Etienne", "Cool on Your Island" et des extraits de "Fire on the Side") en concert. Au cours de la tournée Unrepentant Geraldines 2014, cependant, Tori a joué une version complète de "Fire on the Side", ainsi que "Floating City" et "Pirates". "The Big Picture" et "Fayth" ont été interprétés comme des mashups avec "Faith" de George Michael et "Pictures of You" de The Cure respectivement. Elle n'a pas encore interprété "Heart Attack at 23" et "You Go to My Head" à quelque titre que ce soit.
En 2017, Amos a déclaré qu'elle avait fait la paix avec l'album et envisageait de le rééditer à l'avenir. Elle a ensuite fait plusieurs apparitions dans la presse fin août, déclarant qu'une réédition serait publiée en novembre.
Par la suite, une édition entièrement remasterisée de l'album est sortie discrètement sur tous les services numériques et de streaming pour la première fois le 1er septembre 2017, sans annonce officielle ni promotion d'aucune sorte. Cela a ensuite été suivi d'une réédition physique limitée de l'album remasterisé sur CD et vinyle orange transparent par Rhino Records dans le cadre des sorties exclusives du Black Friday de l'International Record Store Day le 24 novembre 2017, uniquement disponible dans les magasins de disques indépendants participants exclusifs.

## Liste des titres
- Face A : Left Side 
1. The big picture - 4:19
2. Cool on your island - 4:57
3. Fayth - Piano acoustique Kim Bullard - 4:23
4. Fire on the side - 4:53
5. Pirates - 4:16

- Face B : Right Side
1. Floating city - 5:22
2. Heart attack at 23 - 5:16
3. On the boundary - 4:38
4. You go to my head - 3:55
5. Etienne Trilogy - 6:45

- a : The Highlands
- b : Etienne - Batterie Vinnie Colaiuta
- c : Skyeboat Song

## - Réédition de 1994
6 nouvelles chansons de Tori Amos ont été ajoutées sur la réédition de 1994. 
- Ode To The Banana King - 4:07
- Song For Eric - 1:54
- Happy Phantom (live) - 3:57
- Ring My Bell - 4:38
- The Happy Worker - 4:22
- Workers - 1:13

## Musiciens
- Tori Amos : Chant, piano, orgue, claviers, synthétiseurs
- Steve Caton : Guitares
- Brad Cobb : Basse - Bien qu'il soit membre du groupe, il n'a pas joué sur l'album.
- Matt Sorum : Batterie sauf sur Etienne

## Musiciens additionnels
- Peter White : Guitare acoustique
- Steve Farris : Guitares acoustique et électrique
- Gene Black : Guitares additionnelles
- Eric Williams : Mandoline
- Richard Bernard : Bouzouki
- Tim Landers : Basse (1, 2, 4, 7-10)
- Fernando Saunders : Basse (3, 5, 6)
- Kim Bullard : Programmation des claviers, coproduction
- Devon Dickson : Cornemuse
- Vinnie Colaiuta : Batterie sur Etienne
- Paulinho Da Costa :  Percussions
- Ce Ce Bullard, James House, Merry Clayton, Nancy Shanks, Rick Nielsen, Robin Zander, The Valentine Brothers : Chœurs

## Production
- Joe Chiccarelli, Kim Bullard : Production
- Linda Maxwell : Productrice associée
- David Kershenbaum : Producteur exécutif
- Larry Kruteck : Gérance, management
- Caba Petcoz, Dan Nebenzal : Ingénieurs
- Ed Thacker : Mix
- Bob Defrin : Design de la jaquette
- Aaron Rapoport : Photographie
- Jeff Chonis : Technicien de la batterie